# لودفيغ ويمر
لودفيغ ويمر (بالدنماركية: Ludvig Wimmer)‏ هو فقيه لغة دنماركي، ولد في 7 فبراير 1839، وتوفي في 29 أبريل 1920.